# 웅연
웅연(熊延,? ~ 기원전 848년)은 중국 초나라의 제8대 군주(재위: ? ~ 기원전 848년)이다. 원래 이름은 집자(執疵)였으나 즉위한 뒤에 고쳤다. 웅거의 셋째 아들이고, 웅무강과 웅지홍의 동생이다. 웅지홍이 죽자 웅지홍의 아들을 죽이고 뒤를 이었다. 웅연이 죽자 아들인 웅용이 뒤를 이었다.
| 전 임 형 웅지홍 | 제8대 초나라의 군주 ? ~ 기원전 848년 | 후 임 아들 웅용 |